# آقچه کهریز
آقچه کهریز روستایی است از توابع شهرستان کمیجان در استان مرکزی قرار دارد. .

## مشخصات منطقه‌ای
روستای آقچه کهریز طبق تقسیمات اخیر کشوری، ازتوابع بخش میلاجرد شهرستان کمیجان می‌باشد. این روستا بامختصات جغرافیایی ۴۹ درجه و ۳۴ دقیقه طول شرقی و ۵۷ درجه و ۴۳ دقیقه عرض شمالی در شمال غربی استان مرکزی قراردارد.فاصله روستای آقچه کهریز تا مرکز شهرستان ۱۰ کیلومتر می‌باشد.

## جمعیت
طبق سرشماری مرکز آمار ایران، جمعیت آقچه کهریز در سال ۱۳۸۵ برابر با ۵۶ نفر بوده‌است. این روستا ۱۲ خانوار دارد. 